# Przemęt (gmina)
Przemęt (194?–54 i 1973–76 gmina Mochy) – gmina wiejska w województwie wielkopolskim, w powiecie wolsztyńskim. Powstała w 1976 roku z połączenia gmin Bucz oraz Mochy. W latach 1976–1998 gmina położona była w województwie leszczyńskim.
Siedziba gminy to Przemęt.
Według danych z 31 grudnia 2019 roku gminę zamieszkiwało 14137 osób, w tym 7060 kobiet i 7077 mężczyzn.
Gmina Przemęt leży na Nizinie Wielkopolskiej. Prawie połowa obszaru gminy leży na terenie Przemęckiego Parku Krajobrazowego.

## Struktura powierzchni
Według danych z roku 2019 gmina Przemęt ma obszar 22 531 ha w tym:
- użytki rolne: 5610 ha (24,9%),
- tereny jezior: 1014 ha (4,5%).

## Demografia

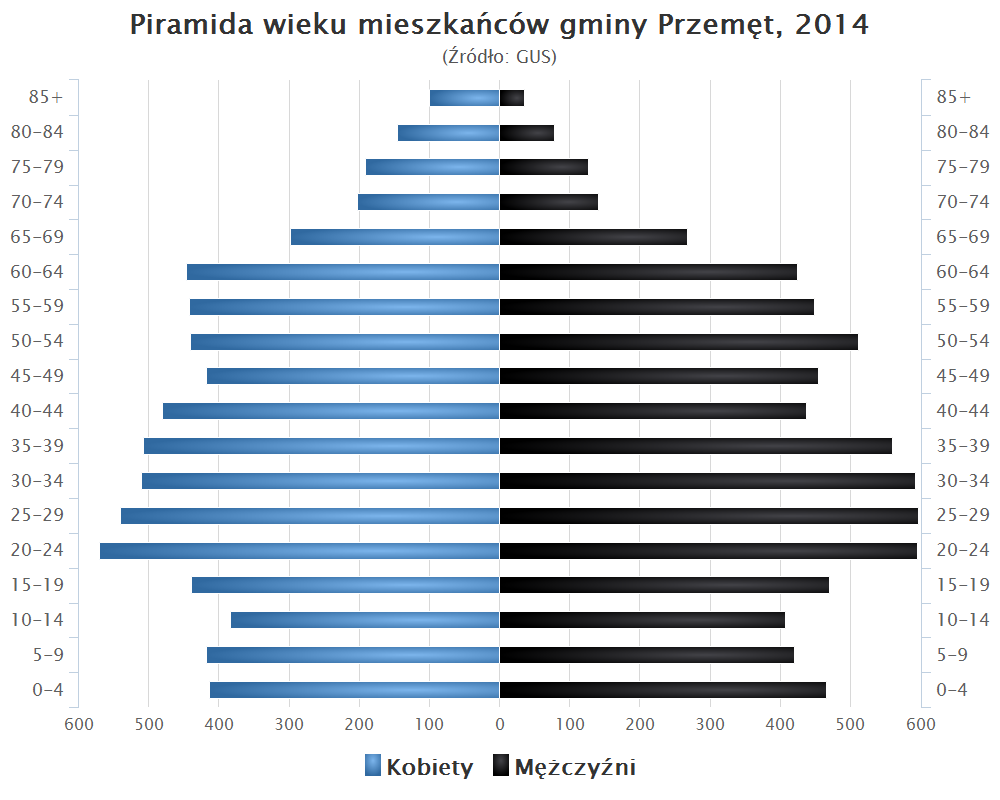
Piramida wieku mieszkańców gminy Przemęt w 2014 roku

Dane z 30 czerwca 2004:
| Opis                              | Ogółem | Ogółem | Kobiety | Kobiety | Mężczyźni | Mężczyźni |
| --------------------------------- | ------ | ------ | ------- | ------- | --------- | --------- |
| Jednostka                         | osób   | %      | osób    | %       | osób      | %         |
| Populacja                         | 13 512 | 100    | 6754    | 50      | 6758      | 50        |
| Gęstość zaludnienia [mieszk./km²] | 60     | 60     | 30      | 30      | 30        | 30        |

przyrost naturalny +4,79‰

## Sołectwa
Barchlin, Biskupice, Błotnica, Borek, Bucz, Górsko, Kaszczor, Kluczewo, Mochy, Nowa Wieś, Olejnica, Osłonin, Perkowo, Popowo Stare, Poświętno, Przemęt, Radomierz, Sączkowo, Siekowo, Siekówko, Sokołowice, Solec, Solec Nowy, Starkowo, Wieleń.

## Pozostałe miejscowości
Bucz Nowy, Dębina, Przemęt-Leśniczówka, Radomierz-Leśniczówka, Święte Jezioro, Wincentowo, Wroniawy-Leśniczówka.

## Sąsiednie gminy
Rakoniewice, Sława, Śmigiel, Wielichowo, Wijewo, Wolsztyn, Włoszakowice

## Miasta partnerskie
- Niemcy Bestensee